# Medialisierung
Medialisierung, auch Mediatisierung, ist ein theoretischer Ansatz in der Kommunikationswissenschaft, mit dem Veränderungen in gesellschaftlichen Bereichen (Sport, Wirtschaft, Politik, …) dadurch erklärt werden, dass die Kommunikation sich zunehmend an den Zeithorizonten, Selektionsregeln und Rollenvorgaben der Medien orientiert.
Damit ist gemeint, dass sich sozialer Wandel auch auf Grund massenmedialer Inhalte und Vorgaben vollzieht. Eine frühe Definition finden Blumler und Kavanagh (1999): „Mediatization - the media moving toward the center of the social process.“
Ob und in welchem Maße diese Bewegung in den Mittelpunkt von sozialen Prozessen tatsächlich stattfindet, ist eine Frage, die von vielen Kommunikationswissenschaftlern diskutiert wird. Dabei steht vor allem zur Diskussion, ob eine Medialisierung aller gesellschaftlicher Teilbereiche gegeben ist. Der Begriff bezeichnet somit die Vereinnahmung durch bzw. die Ausnutzung von Medien in Bereichen, in denen dies vorher nicht üblich war. So spricht man beispielsweise von einer „Medialisierung der Politik“ oder einer „Medialisierung des Unterrichts“.

## Begriffsverwendung
In der Medien- und Kommunikationswissenschaft herrscht keine Einigkeit über einen uniformen Gebrauch der Begrifflichkeiten Mediatisierung bzw. Medialisierung, daher werden sie synonym verwendet. Da durch die Geschichtswissenschaft der Begriff Mediatisierung historisch besetzt ist, wird jedoch eine standardisierte Verwendung des Begriffs „Medialisierung“ als sinnvoll erachtet. Darüber hinaus kann die phonetische Nähe zum Begriff Mediation zusätzlich falsch konnotiert werden.

## Differenzierungsbereiche
Die Medialisierung wird in drei Dimensionen untersucht:
1. Entzeitlichung von Kommunikation, sprich die wachsende Verschmelzung von Medienwirklichkeit und politischer wie sozialer Wirklichkeit,
2. Enträumlichung von Kommunikation, sprich die zunehmende Wahrnehmung von Politik im Wege medienvermittelter Erfahrung und
3. Vervielfältigung von Kommunikation, die Ausrichtung politischen Handelns und Verhaltens an den Gesetzmäßigkeiten des Mediensystems.[4]

Dabei gelangen Medienkritik und Medienpraxis zu disparaten Ergebnissen.
Zu unterscheiden sind zwei Typen der Medialisierung:
1. basale Typen, z. B. Verschriftlichung, Verbildlichung, Vertonung;
2. technische Typen, z. B. Theatralisierung, Verfilmung.

Betrachtet wird immer die Veränderung der Wahrnehmung:
1. Im ersten Schritt wird dabei die Wahrnehmung von Wirklichkeit verschoben: Wirklich ist, was in den Medien erscheint.
2. Im zweiten Schritt werden Ereignisse für Kamera und Mikrofon erzeugt: Realität wird zum Produkt von Medien.

Traditionale Kulturen werden durch diese permanente „Selbstwahrnehmung von außen“ grundlegend verändert.

## Akademische Forschung
Ein Großteil der universitären Forschung befasst sich mit Medialisierungstendenzen in der Politik. Hierbei wird die Anpassung des Handelns und Verhaltens von politischen Akteuren an die Logik und Normen des Mediensystems fokussiert. Inzwischen befasst sich auch die Rechtswissenschaft mit der Frage, wie Medien auf das Rechtssystem einwirken und das juristische Denken und die Rechtskommunikation verändern.
Beispielsweise führten Hans Mathias Kepplinger und Marcus Maurer vor der Bundestagswahl im Jahr 2002 eine Studie durch, die geprüft hat, welche Kompetenzen die Medien den jeweiligen Kandidaten und Parteien zugeordnet haben und welche Schlüsse die  Wähler daraus gezogen haben. Hierbei erachteten die Wähler das Fernsehen als die wichtigste Informationsquelle über den aktuellen Wahlkampf. Bei der Untersuchung hat sich unter anderem herausgestellt, dass die Wähler den Änderungen des Tenors der Fernsehberichterstattung folgen und diesen für realitätsnah halten. Ein weiteres Ergebnis der Untersuchung ist, dass für eine Wahlentscheidung nicht unbedingt die Sachkompetenz, sondern die Sympathie zu einer vertrauenswürdigen Persönlichkeit ausschlaggebend ist. Darüber hinaus konnte festgestellt werden, dass sich konsonante positive Berichterstattung begünstigend auf die Wähler auswirkt und negative Beiträge die Unterstützung der Wähler verringert. Daher sollte hier auf die immense Wichtigkeit einer unabhängigen und unkontrollierten Presse hingewiesen werden, die notwendig ist, um eine demokratische Gesellschaft aufrechtzuerhalten. Die Wähler gehen davon aus, dass sie im Fernsehen realistische  Verhältnisse vorfinden und bilden ein dementsprechendes Urteil. Die Anmerkung der Autoren hierzu ist: „Tatsächlich orientieren sich die Wähler jedoch nicht an der Realität, sondern an ihrer Darstellung vor allem im Fernsehen“.
In diesem sozialen Prozess wirkt das Fernsehen nun also als Entscheidungshilfe für den Wähler. Der Wähler selektiert anhand der Berichterstattung im Fernsehen, dessen Macher zuvor selektiert haben welche Aussagen und Bilder auszustrahlen sind. Dabei wurden vom Fernsehen klare Rollen verteilt, indem den jeweiligen Politikern bestimmte Charakterzüge und Kompetenzen zugeordnet werden. Somit kann eine Entscheidung nicht auf Grund von Tatsachen gefällt, sondern durch die medial vermittelte Realität getroffen werden.
Da sich der Aufwand, die Häufigkeit und die Präsenz von Wahlkämpfen im Fernsehen in den letzten Jahren vervielfacht hat, ist dies ein gutes Beispiel für Medialisierung. Mit dem Wahlkampf des 44. Präsidenten der USA Barack Obama wurde, durch eine überproportionale Steigerung des Einsatzes von Online-Medien diesbezüglich ein weiterer Meilenstein erreicht.
Der Medienforscher Michael Meyen kontrastiert in einer Rezension des Buches Die Gesellschaft der Singularitäten den Begriff Medialisierung mit dem soziologischen Begriff der Singularisierung.